# Abubakar Umar Memorial Stadium
Abubakar Umar Memorial Stadium ist ein Mehrzweckstadion in der Stadt Gombe im gleichnamigen Bundesstaat Gombe in Nigeria. Es hat eine Kapazität von 10.000 Zuschauern, wird derzeit hauptsächlich für Fußballspiele genutzt und ist die Heimspielstätte des Gombe United FC. Die Landesregierung plant, es durch das neue Pantami Stadium zu ersetzen, was drei Milliarden Naira kosten soll.